# Zabłotne (rejon złoczowski)
Zabłotne (ukr. Заболотне) – wieś na Ukrainie w rejonie złoczowskim (do 2020 roku w rejonie buskim) obwodu lwowskiego.